# NGC 3795
NGC 3795 est une galaxie spirale située dans la constellation de la Grande Ourse. NGC 3795 a été découverte par l'astronome germano-britannique William Herschel en 1790.

## Caractéristiques
NGC 3795 présente une large raie HI et elle renferme des régions d'hydrogène ionisé.

### Distance
Sa vitesse par rapport au fond diffus cosmologique est de1 365 ± 11 km/s, ce qui correspond à une distance de Hubble de 20,1 ± 1,4 Mpc (∼65,6 millions d'al).
À ce jour, 11 mesures non basées sur le décalage vers le rouge (redshift) donnent une distance de 27,909 ± 3,200 Mpc (∼91 millions d'al), ce qui est légèrement à l'extérieur des valeurs de la distance de Hubble. Notons cependant que c'est avec la valeur moyenne des mesures indépendantes, lorsqu'elles existent, que la basse de données NASA/IPAC calcule le diamètre d'une galaxie et qu'en conséquence le diamètre de NGC 3795 pourrait être d'environ 13,9 kpc (∼45 300 al) si on utilisait la distance de Hubble pour le calculer.

## Groupe de NGC 3795
NGC 3795 est la plus grosse galaxie d'un groupe qui porte son nom. Le groupe de NGC 3795 compte au moins huit galaxies. Les autres galaxies du groupe sont NGC 3757, NGC 3838, UGC 6566, UGC 6575, UGC 6604 (NGC 3795B), UGC 6616 (NGC 3795A) et MK 1450.
Abraham Mahtessian mentionne aussi ce groupe dans un article publié en 1998, mais il n'y figure que cinq galaxies et les galaxies UGC 6575, UGC 6604 ainsi que UGC 6616 y sont désignées par une notation abrégée du Catalogue of Galaxies and of Clusters of Galaxies. Les galaxies NGC 3838, UGC 6566 et MK 1450 n'apparaissent pas dans la liste de Mahtessian.